# Ardisia copeyana
Ardisia copeyana är en viveväxtart som beskrevs av Paul Carpenter Standley. Ardisia copeyana ingår i släktet Ardisia och familjen viveväxter. Inga underarter finns listade i Catalogue of Life.